# Egea inermis
Egea inermis är en bläckfiskart som beskrevs av Louis Joubin 1933. Egea inermis ingår i släktet Egea och familjen Cranchiidae. Inga underarter finns listade i Catalogue of Life.